# Peter & Gordon
Peter & Gordon foi uma dupla famosa durante a época da Invasão Britânica, formada por Peter Asher e Gordon Waller. Eles ficaram conhecidos em 1964 com "A World Without Love". A irmã de Peter, a atriz Jane Asher, estava de namoro com Paul McCartney dos Beatles, e como consequência Peter & Gordon acabaram gravando várias composições de McCartney, com ou sem John Lennon. Entre seus sucessos estavam "Nobody I Know", "True Love Ways", "Woman", "I Got To Pieces" e "I Don't Want To See You Again". Seu último sucesso foi "Lady Godiva".
Asher continuou sua carreira, agora como executivo de gravadora na Califórnia, produzindo artistas como Linda Ronstadt, James Taylor e Cher, entre outros.

## Discografia
- In Touch With... (1964)
- Peter And Gordon (1964)
- World Without Love	(1964)
- Hurtin' 'N' Lovin' (1965)
- I Don't Want To See You Again (1965)
- I Go To Pieces (1965)
- True Love Ways (1965)
- Best Of Peter And Gordon (1966)
- Peter And Gordon Sing & Play The Hits Of Nashville (1966)
- Somewhere (1966)
- Woman (1966)
- In London For Tea (1967)
- Knight In Rusty Armour (1967)
- Lady Godiva (1967)
- Hot Cold & Custard (1967)
- Best Of Peter And Gordon (1983)
- Hits Of Peter And Gordon (1983)
- Best Of Peter And Gordon (1991)
- Ultimate Peter And Gordon (2001)
- Definitive Collection: Knights In Rusty Armour (2003)